# Sour Girl
«Sour Girl» es una canción de la banda estadounidense de rock alternativo Stone Temple Pilots perteneciente al cuarto álbum de la banda, titulado simplemente No. 4, y editado en 2000. Sour Girl (que significa chica agria) fue la única canción en entrar en la lista del Billboard Hot 100, siendo uno de los éxitos más grandes de la banda desde la publicación de Core y Purple.

## Vídeo musical
El video, dirigido por David Slade, (quien fue responsable de episodios de Hannibal y de la película The Twilight Saga: Eclipse) muestra a Weiland bailando con el torso desnudo en medio de un paisaje onírico, que cambia del blanco y negro al color y viceversa. En un momento aparece una mujer de pelo negro que sostiene y acaricia a Weiland y le indica el lugar donde otra mujer se encuentra recostada en el piso, dormida. Weiland se acerca, la escena se colorea  y la mujer despierta, bailando ambos en lo que parece ser un reencuentro amoroso. Sin embargo las tinieblas vuelven y la mujer vuelve a quedar dormida. Pequeños seres parecidos a los Teletubbies, mantienen a los integrantes de la banda en una especie de trance. La banda afirmó que esto era una coincidencia, y que las criaturas se basaban en un sueño de Weiland. 
Muchos pensaron que esta canción era sobre la novia de Scott Weiland en ese momento, Mary Forsberg, con quien luego se casaría. Sin embargo Weiland escribió la letra inspirado en su primera esposa, Janina Castaneda. Ambos se casaron en 1994, justo cuando Stone Temple Pilots se estaba convirtiendo en una de las bandas más grandes de Estados Unidos. 
En diversos reportajes Weiland admitió haber puesto a su mujer en el infierno debido a su comportamiento caprichoso derivado de sus adicciones. Cuando escribió la canción, la pareja estaba en medio del juicio de divorcio, que finalizó en 2000. Weiland canta sobre cómo ella pronto estará libre de él, "una niña feliz el día que ella me dejó". En sus memorias, Weiland escribió, "Ella finalmente había liberado su vida de un hombre que nunca le había sido fiel". La línea, "pago la nota de rescate para evitar que se consuma al vapor", se refiere al acuerdo de divorcio, que "se demoró eternamente y me costó una fortuna".
 Sarah Michelle Gellar, una gran fan de la banda, interpretó a la protagonista femenina en el video. En ese momento, Gellar era una estrella en ascenso gracias a su serie de televisión Buffy the Vampire Slayer y sus películas Cruel Intentions y I Know What You Did Last Summer.
"Sour Girl" fue el sencillo más exitoso del cuarto álbum del grupo, No. 4. Con su sonido de predominio acústico se apartó del estilo grunge de STP. 
El álbum fue lanzado en un momento tumultuoso para la banda: Scott Weiland había lanzado un álbum en solitario el año anterior, y sus compañeros de banda habían formado una banda paralela llamada Talk Show. Weiland se encontraba en plena agonía debido a su adicción, y poco antes de que el álbum fuera lanzado, fue sentenciado a prisión por violar su libertad condicional (fue declarado culpable de posesión de heroína). Esto fue fatal para los planes de una gira de apoyo para el álbum, lo que resintió fuertemente sus ventas.
- Datos: Q578893